# Vlag van Enkhuizen

Vlag van Enkhuizen

De vlag van Enkhuizen is de officiële vlag van de Noord-Hollandse gemeente Enkhuizen, en kan als volgt worden beschreven:
Dertien even hoge banen van rood en geel. In de broektop, de top aan de kant van de vlaggenmast, staat met een hoogte van vijf banen in een wit vierkant het stadswapen.
De Enkhuizer vlag is pas sinds 8 augustus 1949, bij besluit door de gemeenteraad, erkend als gemeentevlag. De vlag met de dertien banen is echter al veel ouder. Een vergelijkbare vlag zonder het stadswapen werd in 1711 afgebeeld op vlaggenkaarten. Dergelijke vlaggen werden op zee gevoerd door schepen die Enkhuizen als thuishaven hadden.

## Geschiedenis
Op de meeste oude vlaggenkaarten en in boeken staat hij gedocumenteerd, sedert 1711. Hesman's vlaggenboek (een bron, kennelijk 'naar de natuur' ontstaan) geeft in 1708 een driebanige vlag van rood en geel. En een handschrift plm. 1800, bewaard in Het Scheepvaartmuseum in Amsterdam, geeft een driebanige vlag van rood, wit en geel. Ten slotte bestaat er een vlaggenkaart uit de tweede helft van de 18e eeuw, eveneens in bovenbedoeld museum bewaard, met een geel/rode vlag. Het is onduidelijk, waar de kleuren vandaan komen, vooral als men daar nog een op Enkhuizen genoteerde vlag aan toe voegt in 4 banen van rood en blauw, met over alles heen een gele klimmende leeuw (1667, Napolitaans handschrift).

### Foto's

Het wapen van Enkhuizen
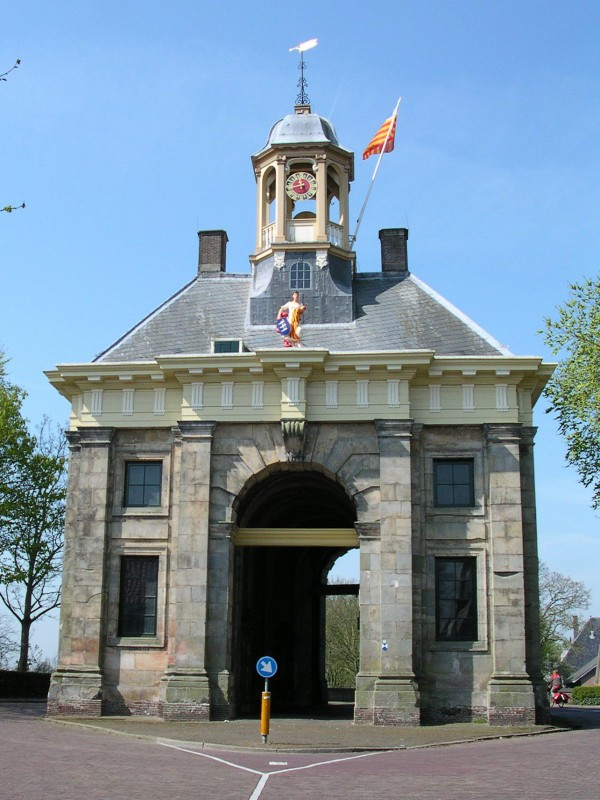
Koepoort of Westerpoort met het wapen en de vlag van Enkhuizen
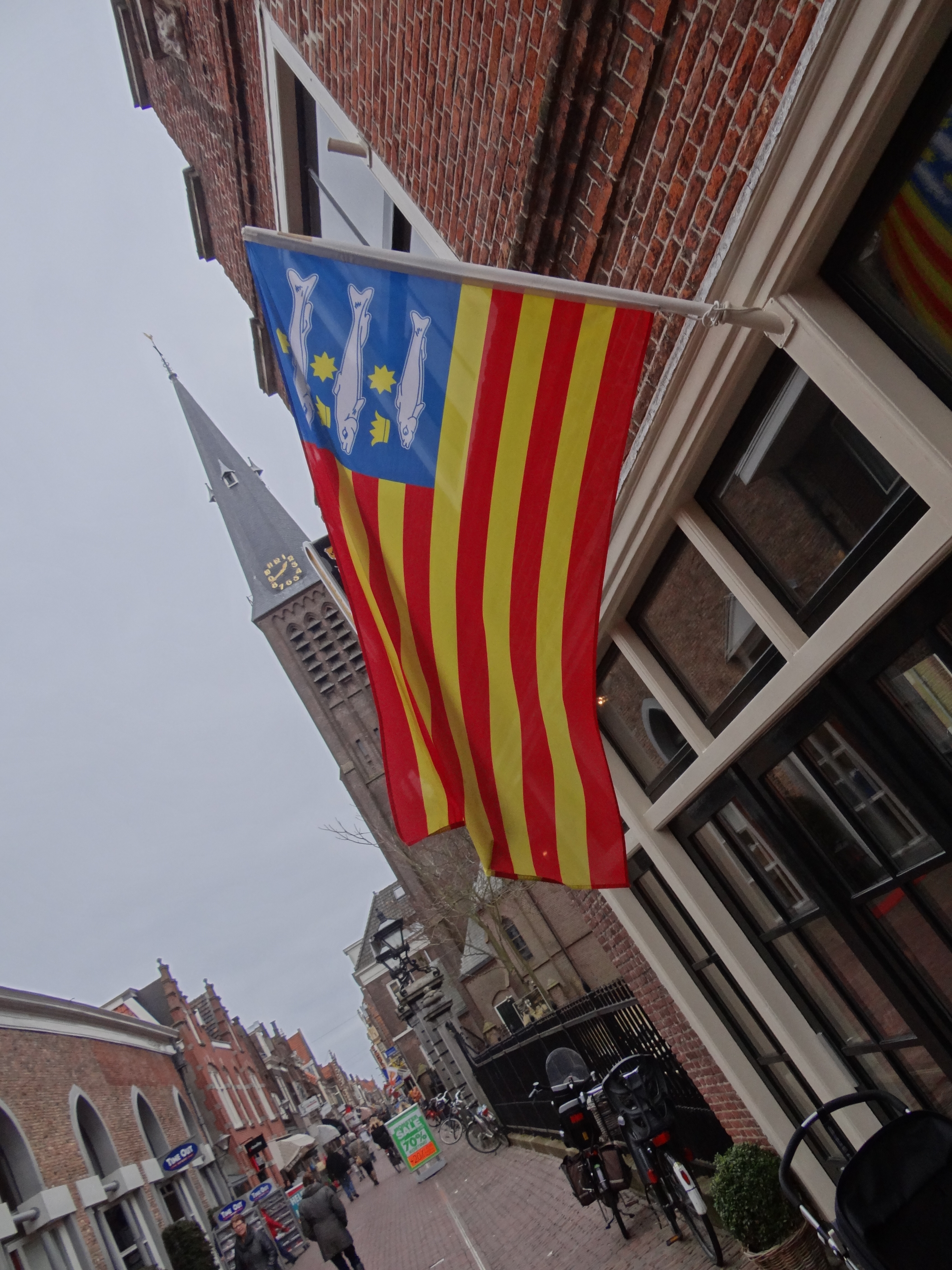
Een Enkhuizer vlag met uitsluitend het wapenschild

### Historische vlaggen

Vlag in begin 18e eeuw (1708)
Vlag in begin 18e eeuw (1739)
Vlag in eind 18e eeuw
Vlag in 1800
Defileervlag van Enkhuizen uit 1938

Aalsmeer · Alkmaar · Amstelveen · Amsterdam · Bergen · Beverwijk · Blaricum · Bloemendaal · Castricum · Den Helder · Diemen · Dijk en Waard · Drechterland · Edam-Volendam · Enkhuizen · Gooise Meren · Haarlem · Haarlemmermeer · Heemskerk · Heemstede · Heiloo · Hilversum · Hollands Kroon · Hoorn · Huizen · Koggenland · Landsmeer · Laren · Medemblik · Oostzaan · Opmeer · Ouder-Amstel · Purmerend · Schagen · Stede Broec · Texel · Uitgeest · Uithoorn · Velsen · Waterland · Wijdemeren · Wormerland · Zaanstad · Zandvoort